# Ботанічний сад Андромеда
Ботанічний сад Андромеда (англ. Andromeda Gardens) — ботанічний сад на острові Барбадос. Розташований на сході острова у селі Батшеба приходу Сент-Джозеф. Площа саду 2,43 га. Ботанічний сад є членом Міжнародної ради ботанічних садів з охорони рослин (BGCI) і має код ANDRM. Ботанічний сад названий на честь грецької богині Андромеди.

## Графік роботи
Ботанічний сад відкритий з 9:00 до 16:30 щодня, крім Різдва (25 грудня).
Вхід до ботанічного саду вільний для дітей, вартість вхідного квитка для дорослих — 30 Bd$.

## Опис
Ірис Банночі (1914-1988), яка була провідним фахівцем з садівництва на острові Барбадос, заклала сад 1954 року на землі, що належить її родині з 1740 року і спочатку сад був приватною колекцією рослин навколо її будинку. Сад Андромеда був вперше відкритий для публіки у 1970-х роках.
В саду налічується більше шестисот різних видів рослин, адаптованих до тропічних умов, в тому числі понад 60 різних видів пальм. У колекції ботанічного саду також представлені орхідеї, геліконії, бугенвілії, гібіскуси, імбирні лілії. 1990 року в саду побувало 40 000 відвідувачів.

## Галерея

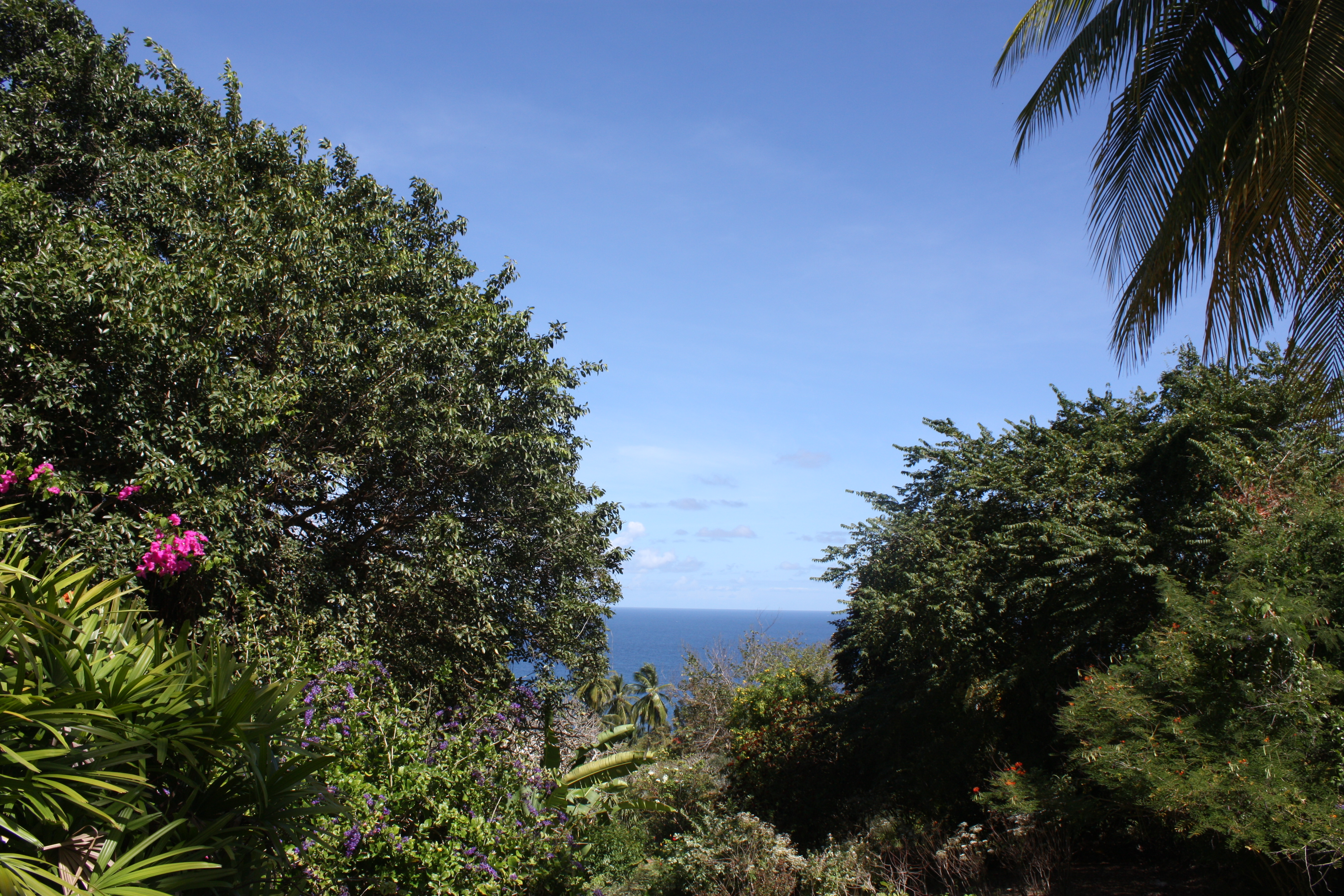
У ботанічному саду
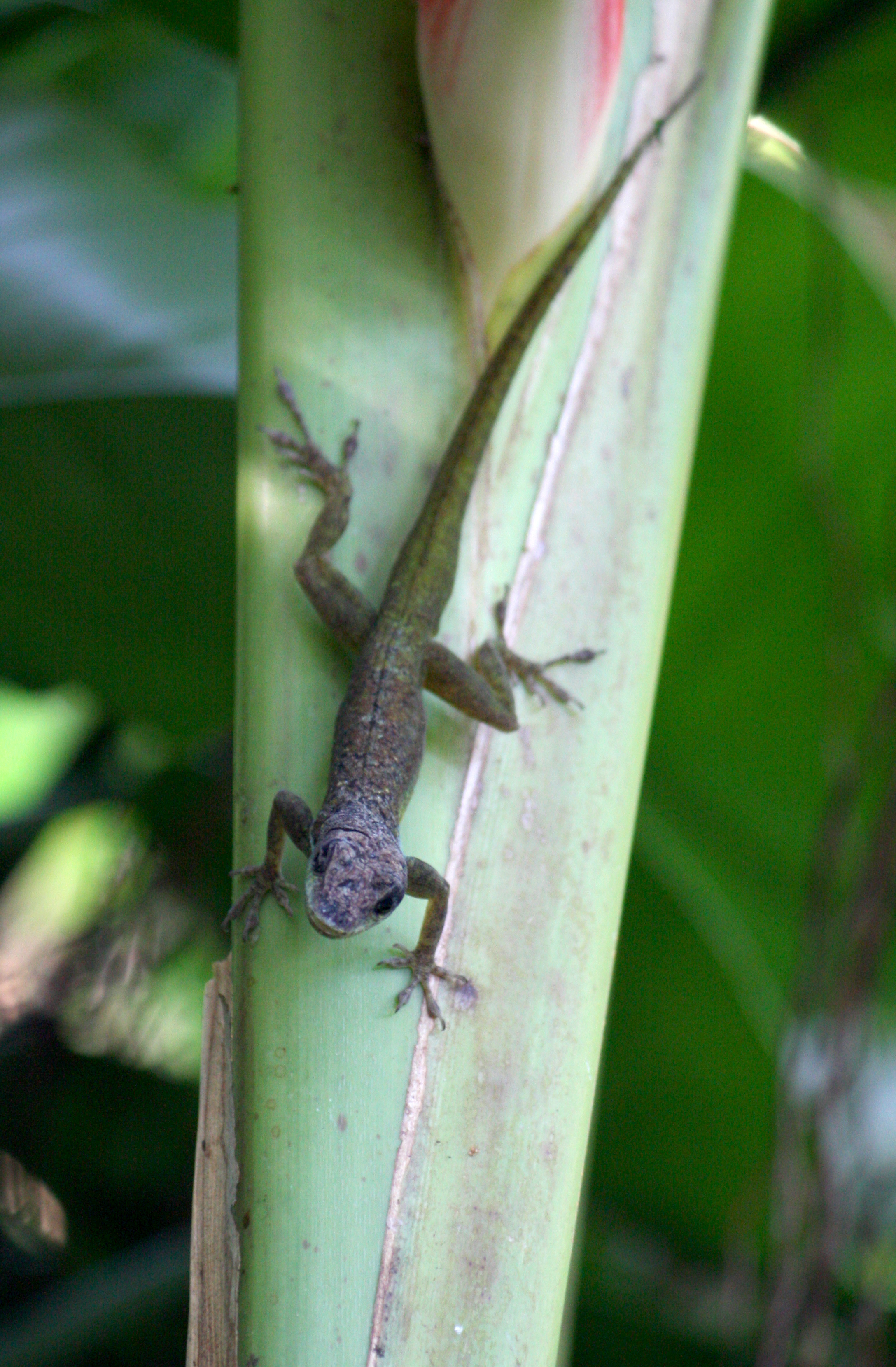
Anolis extremus
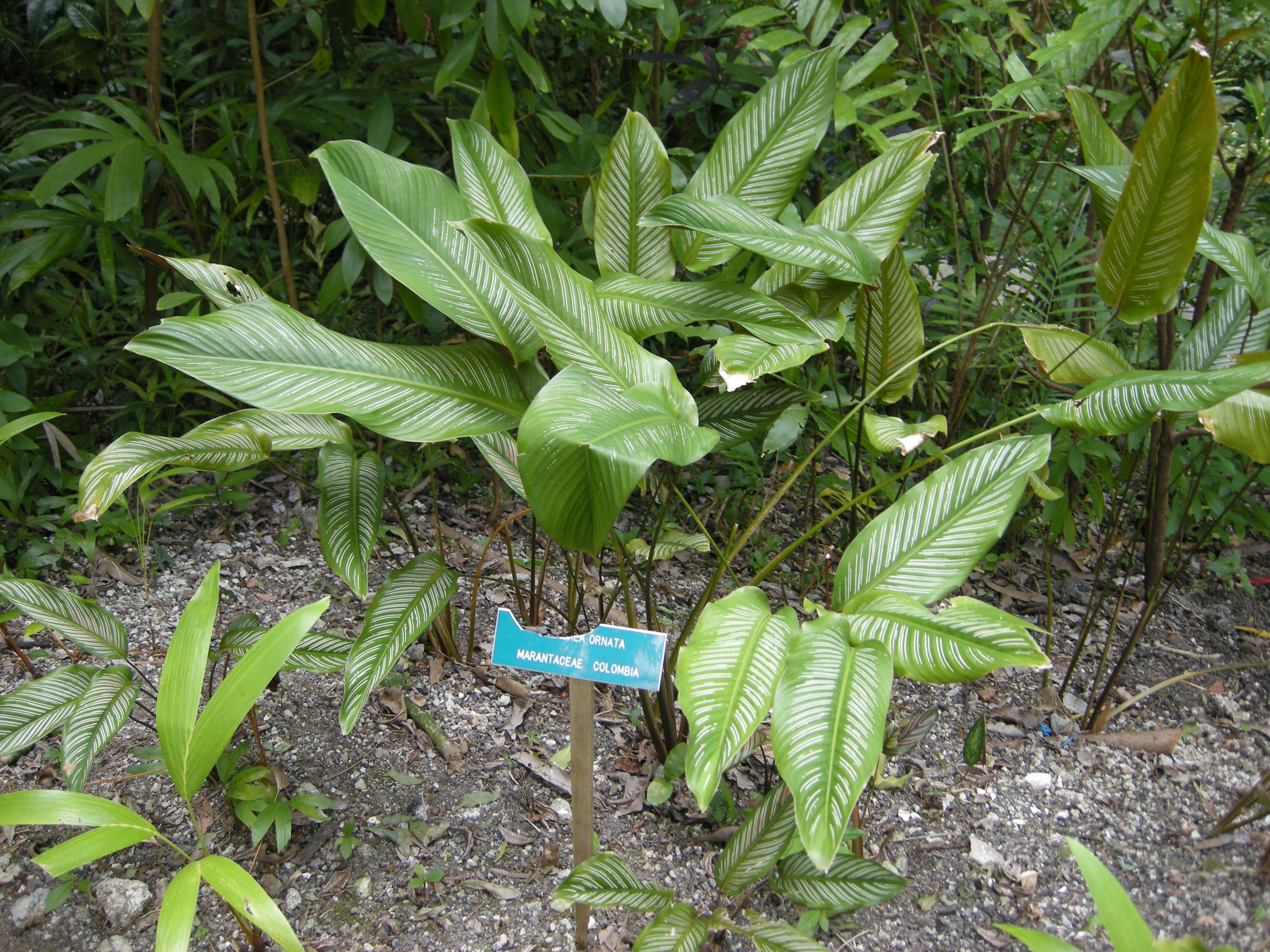
Calathea ornata
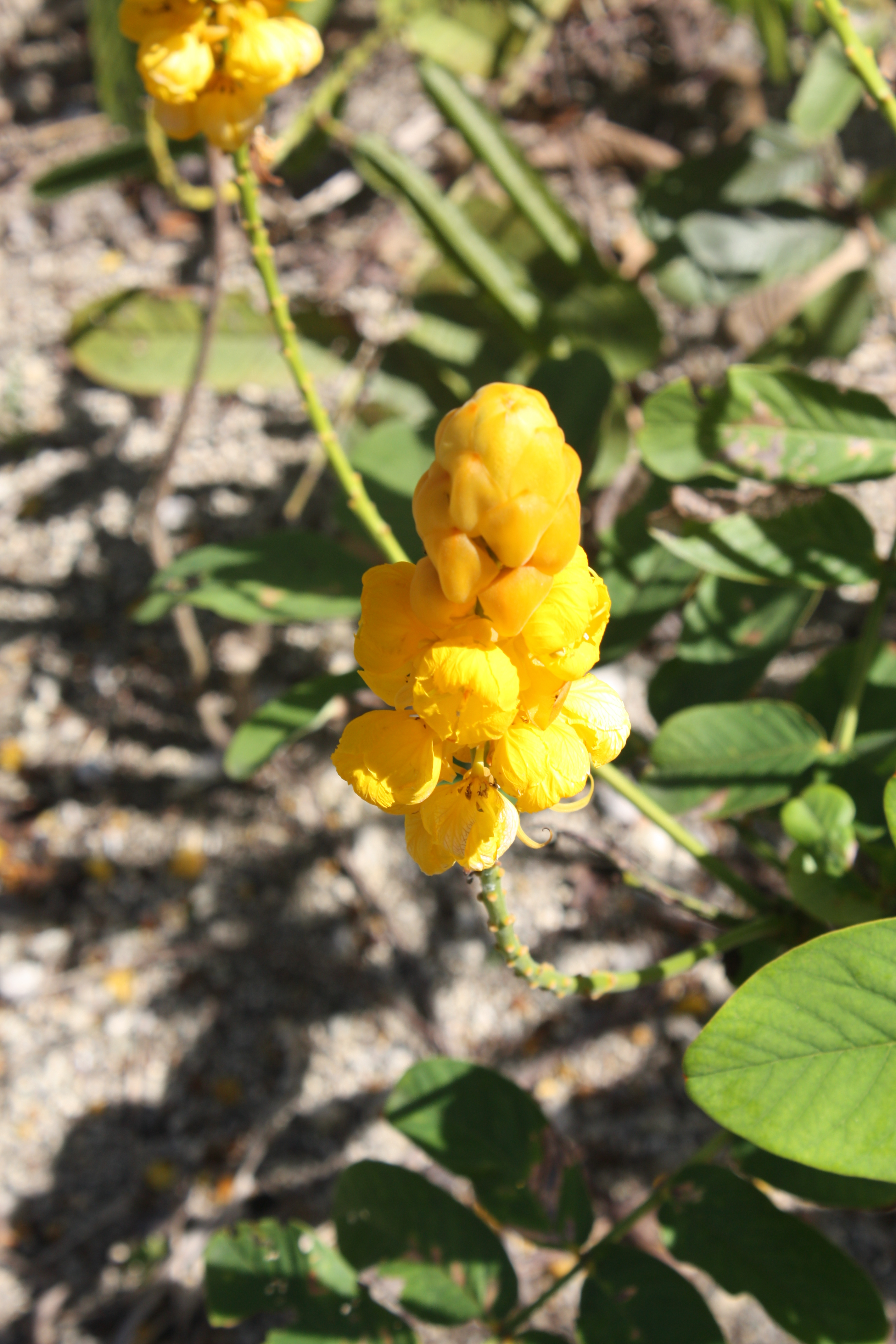
Senna alata
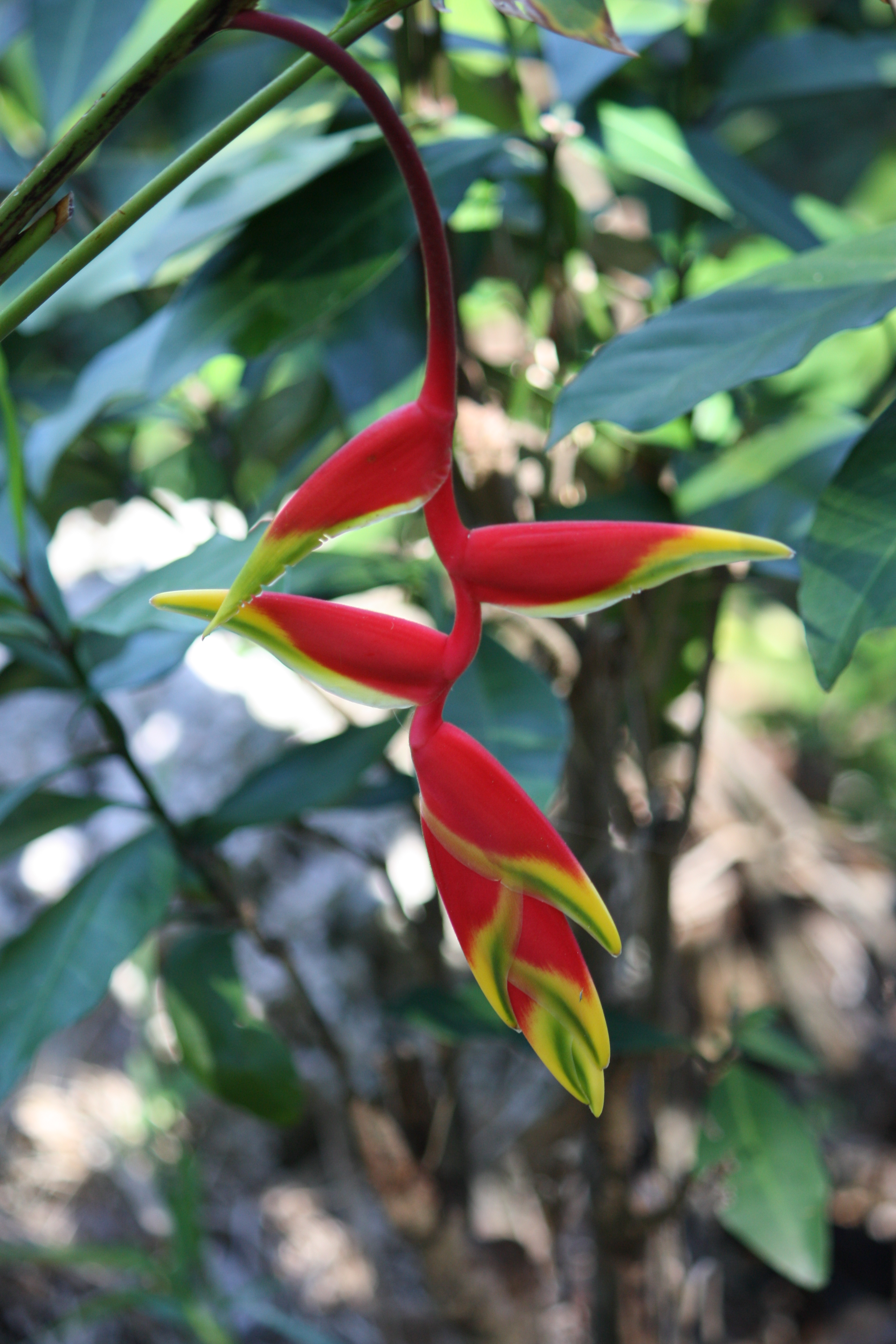
Heliconia rostrata
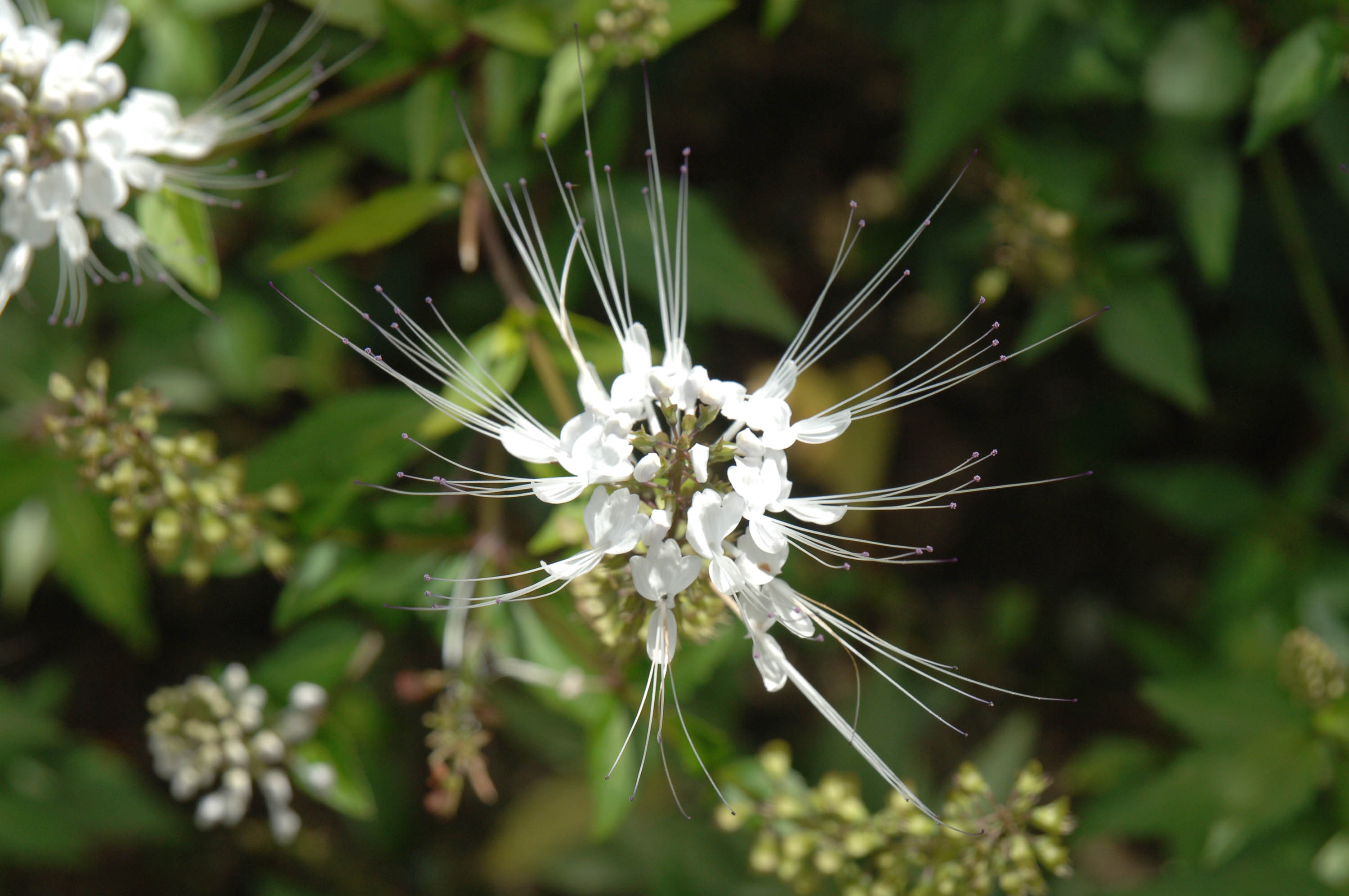